# Arhiepiscopia Craiovei
Arhiepiscopia Craiovei este o eparhie a Bisericii Ortodoxe Române. Are sediul în Craiova și este condusă de mitropolitul Olteniei, Irineu Popa.

## Episcopi
- Firmilian Marin (28 decembrie 1947 - 29 octombrie 1972)
- Teoctist Arăpașu (28 februarie 1973 - 25 septembrie 1977)
- Nestor Vornicescu (20 aprilie 1978 - 17 mai 2000)
- Teofan Savu (3 octombrie 2000 - 4 martie 2008)
- Irineu Popa (27 iulie 2008)